# Historisch museum Hedel
Het Historisch museum Hedel is een historisch en heemkundig museum aan Voorstraat 2 te Hedel in de Nederlandse provincie Gelderland.

## Gebouw
Het museum is gevestigd in het voormalig raadhuis, dat gebouwd is in 1882, in 1944 beschadigd werd en daarna hersteld, om tot 1968 als raadhuis in gebruik te zijn geweest. In 1982 werd het geopend als museum.

## Collectie
De eerste verdieping bevat archeologische voorwerpen uit de vroegste geschiedenis van Hedel, een verzameling die in de jaren '80 van de 20e eeuw werd aangevuld met voorwerpen die gevonden zijn bij het Kasteel Hedel. Verder zijn er oude landkaarten, prenten, munten en muntstempels. Deze 34 muntstempels zijn afkomstig uit het plaatselijk actief muntbedrijf dat gevestigd was op het kasteel.
Op de benedenverdieping vindt men een historische fotoverzameling met betrekking tot Hedel, en de in 1990 geopende aanbouw bevat landbouwwerktuigen en dergelijke, waaronder een houten boerenwagentje uit 1913.
In het museum worden ook wisselende tentoonstellingen gehouden.